# ویکتور تروسرو
ویکتور تروسرو (انگلیسی: Víctor Trossero؛ ۱۵ سپتامبر ۱۹۵۳ – ۱۲ اکتبر ۱۹۸۳) بازیکن فوتبال اهل آرژانتین بود.
از باشگاه‌هایی که در آن بازی کرده‌است می‌توان به باشگاه فوتبال ریور پلاته، باشگاه فوتبال نانت، آ.اس موناکو، باشگاه فوتبال بوکا جونیورز، باشگاه ورزشی مون‌پلیه، و باشگاه فوتبال راسینگ کلوب آویاندا اشاره کرد.